# Lingue niger-kordofaniane
La famiglia linguistica niger-kordofaniana (definita Niger-Congo dalle fonti anglosassoni, ad es. Ethnologue) è una delle più ampie del mondo ed è quella che copre la parte più vasta dell'Africa sia in termini geografici che per numero di parlanti e di vernacoli chiaramente distinti. Potrebbe essere considerata quella con il maggior numero di lingue nel mondo, anche se è controverso che cosa sia una lingua e che cosa non lo sia. La maggior parte delle lingue parlate in Africa subsahariana appartiene a questo gruppo linguistico. Caratteristica comune di molte lingue niger-kordofaniane è l'uso di classi nominali.

## Storia della classificazione

### Prime classificazioni linguistiche
La famiglia niger-kordofaniana attuale è stata riconosciuta gruppo unitario e autonomo soltanto nel corso del tempo. Nelle prime classificazioni delle lingue africane, uno dei criteri principali utilizzati per distinguere i vari gruppi linguistici era l'uso diverso dei prefissi di classificazione nominale o la loro mancanza. Un grande passo in avanti fu l'opera di Sigismund Wilhelm Koelle, che nel suo Polyglotta Africana del 1854 tentò di classificare i gruppi che in buona parte corrispondono alle classi linguistiche moderne. I primi tentativi di riunire i vari idiomi in un unico gruppo linguistico risalgono agli studi di Koelle, ripresi poi da Wilhelm Bleek (1856), per il quale le lingue atlantiche utilizzano prefissi proprio come molte lingue sub-sahariane. I lavori successivi di Bleek, completati alcuni decenni dopo dal lavoro comparativo di Carl Meinhof, riunirono le lingue bantu in un'unica sottofamiglia linguistica.
Ulteriori classificazioni si servirono di una commistione di criteri tipologici e razziali. E così, Friedrich Müller, nella sua ambiziosa classificazione (1876-88), distinse le lingue 'negroidi' da quelle bantu. In modo simile, l'africanista Lepsius considerava il Bantu di origine africana e molte 'lingue negroidi miste' come incrocio tra le lingue bantu e le lingue asiatiche.
Cominciò ad affiorare in questo periodo una relazione tra le classi nominali delle lingue bantu e delle lingue pseudobantu. Alcuni autori consideravano queste ultime lingue che non si erano completamente evolute verso un pieno status di lingua bantu, mentre altri le consideravano idiomi che avevano perduto le caratteristiche originali delle lingue bantu. Il bantuista Meinhof tracciò una distinzione netta tra il gruppo bantu e il gruppo 'semi-bantu' (o pseudo-bantu) che secondo le sue teorie era originario del ceppo sudanese non imparentato con il primo.

### Westermann, Greenberg e altri
Westermann, allievo di Meinhof, puntava a tracciare una classificazione interna alle dieci lingue sudanesi. In un'opera del 1911 stabilì una suddivisione interna tra 'Est' e 'Ovest'. Una ricostruzione storica del sudanese occidentale fu pubblicata nel 1927 e nel suo articolo del 1935 'Character und Einteilung der Sudansprachen' confermò definitivamente la parentela tra le lingue bantu e le lingue sudanesi occidentali.
Joseph Greenberg prese l'opera di Westermann come punto di partenza per le sue classificazioni. In una serie di articoli pubblicati tra il 1949 e il 1954 sosteneva che il 'Sudanese occidentale' e il Bantu formavano una singola famiglia genetica che egli stesso definì Niger-Kongo, che il Bantu costituiva un sottogruppo del ramo Benue-Congo, che l'Adamawa orientale, inizialmente considerato un gruppo esterno, era un altro membro di questa famiglia e che il Fula apparteneva alle lingue atlantiche occidentali. Poco prima che questi articoli venissero raccolti in un libro conclusivo intitolato The Languages of Africa del 1963, cambiò la sua classificazione aggiungendovi anche il Kordofaniano come ramo imparentato del Niger-Congo in generale; di conseguenza la famiglia venne ribattezzata Niger-Kordofaniana. L'opera di Greenberg, benché inizialmente accolta con scetticismo, divenne il punto di vista più diffuso tra gli studiosi.
Bennet e Sterk (1977) presentarono una classificazione interna basata su statistiche lessicali che ponevano le fondamenta per il raggruppamento della stessa secondo Bendor-Samuela nel 1989. Il Kordofaniano era considerato uno dei tanti rami principali piuttosto che un ramo parente della famiglia in generale, reintroducendo immediatamente il termine 'Niger-Congo', attualmente in uso tra i linguisti anglosassoni. Molte classificazioni continuano a considerare il kordofaniano tra i rami più lontani, principalmente a causa di prove negative (poche corrispondenze lessicali), piuttosto che prove positive per cui altre lingue darebbero forma ad un gruppo genealogico valido. In modo analogo, il mande è spesso considerato il secondo ramo più distante che si basava sulla perdita del sistema nominale Niger-Congo, piuttosto che sulla validità del resto della famiglia come gruppo.

### Niger-Congo e Nilo-sahariane
Negli anni, alcuni linguisti hanno suggerito un legame tra Niger-Congo e lingue nilo-sahariane, probabilmente partendo dal lavoro comparitivo di Westermann sulla famiglia 'sudanica' in cui il 'sudanico orientale' (oggi classificatio come nilo-sahariana) ed il 'sudanico occidentale' (oggi classificato come Niger-Congo) erano uniti. Gregersen (1972) propose di unire Niger-Congo e Nilo-sahariana in una famiglia più grande che denominò Kongo-sahariana. Le sue prove erano più che altro basate sull'incertezza della classificazione delle lingue songhay, delle somiglianze morfologiche e lessicali. Proposte più recenti vengono da Roger Blench (1995), che spinge più in là le prove fonologiche, morfologiche e lessicali riguardanti una riunione delle lingue Niger-Congo e di quelle Nilo-sahariane nella famiglia Niger-sahariana. Oltre alle lingue nilo-sahariane, Blench considera le lingue Niger-Congo come le più vicine alle lingue sudaniche centrali. La maggior parte delle ipotesi di riunione delle due famiglie non ha generato grandi discussioni in merito.

## Caratteristiche comuni

### Fonologia
Le lingue Niger-Congo hanno chiare preferenze per sillabe aperte del tipo CV (Consonante Vocale). Si pensa che la struttura tipica di una parola di una lingua Proto-Niger-Congo fosse CVCV, struttura che si ritrova ancora, per esempio, nelle bantu, mande e ijoiidi; in molti altri rami questa struttura è stata modificata mediante cambiamenti fonologici. I verbi si compongono di una radice seguita da uno o più suffissi di estensione. I nomi consistono di una radice originariamente preceduta da un prefisso di classe nominale di forma (C)V- spesso eroso dai cambiamenti fonologici.

#### Sistemi di consonanti e di vocali
Le ricostruzioni del sistema delle consonanti in molti rami delle lingue Niger-Congo (Stewart per le lingue proto-Volta-Congo, Mukarovsky per le sue proto-West-Nigritic, che corrispondono circa alle lingue congo-atlantiche) hanno indicato indipendentemente un regolare contrasto fonologico tra due classi di consonanti. Più precisamente, la natura di questo contrasto di caratterizza comunemente come contrasto tra consonanti 'fortis' e 'lenis'. Sono stati postulati cinque punti di articolazione per l'inventario delle consonanti del proto-Niger-Congo: labiali, alveolari, palatali, velari e labiovelari.
Molte lingue Niger-Congo mostrano un'armonia vocalica basata sulla caratteristica [ATR] (advanced tongue root). In questo tipo di armonia vocalica, la posizione della radice della lingua è la base fonetica per la distinzione tra due insiemi armonizzanti di vocali. Nella sua forma più completa, questo tipo include due classi di cinque vocali per una: [+ATR] /i, e, ə, o, u/ e [-ATR] /ɪ, ɛ, a, ɔ, ʊ/. Inventari di queste vocali si ritrovano in alcuni rami delle lingue Niger-Congo, come quelle delle montagne del Ghana e del Togo. Ad oggi, molte lingue presentano riduzioni di questo sistema più completo. La possibilità di ricostruire dieci vocali per il proto-Atlantico, il proto-Ijoid e forse per il proto-Volta-Congo induce Williamson (1989:23) ad ipotizzare che il sistema vocalico delle lingue Niger-Congo fosse originariamente di dieci vocali. D'altra parte, in un recente lavoro comparativo, Stewart ricostruisce un sistema di sette vocali per il proto-Potou-Akanico-Bantu.

#### Suoni nasali
Molti accademici hanno documentato un contrasto tra le vocali orali e quelle nasali nelle lingue Niger-Congo. Nella sua ricostruzione del proto-Volta-Congo, Steward (1976) postula che le consonanti nasali abbiano avuto origine dall'influenza delle vocali nasali; questa ipotesi è supportata dall'esistenza di varie lingue Niger-Congo in cui le consonanti nasali non sono state riscontrate. Tali lingue possiedono vocali nasali accompagnate da distribuzioni complementari tra consonanti orali e nasali prima di vocali orali e nasali. La perdita del contrasto nasale/orale tra vocali può risultare tra le consonanti, diventando parte dell'inventario dei fonemi. In tutti i casi fino ad oggi riportati, la bilabiale /m/ è la prima consonante nasale ad essere fonoligizzata. Le lingue Niger-Congo invalidano così due assunzioni comuni riguardanti i suoni nasali: ogni lingua ha almeno una consonante nasale primaria, e se questa è unica, allora è /n/.
Le lingue Niger-Congo presentano meno vocali nasali che orali. La lingua kasem, che possiede un sistema di dieci vocali ed impiega un sistema di armonia vocalica di tipo ATR, ha sette vocali nasali. Analogamente, la lingua yoruba ha sette vocali orali e cinque nasali.

#### Tono
La maggior parte delle lingue Niger-Congo odierne è tonale. Un sistema tonale tipico di una lingua Niger-Congo comporta due o tre livelli di toni contrastanti. Sono meno comuni sistemi a quattro livelli, mentre quelli a cinque sono rari. Solo poche lingue Niger-Congo sono non-tonali; la più conosciuta di queste è forse lo Swahili, ma se ne possono trovare altre nel ramo Atlantico. Si pensa che il Proto-Niger-Congo fosse una lingua tonale con due livelli contrastanti. Studi sincronici e comparativo-storici del sistema tonale mostrano che un tale sistema di toni può facilmente sviluppare più contrasti tonali per l'influenza delle depressor consonants o mediante l'introduzione di un downstep. Le lingue con più livelli tonali tendono ad utilizzare i toni più per contrasti lessicali che per quelli grammaticali.
| H,L | Dyula/Bambara, Temne, Dogon, Dagbani, Gbaya, Akan, Anyi, Efik, Igbo, Ewe, Lingala |
| H, M, L | Yakuba, Nafaanra, Kasem, Banda, Yoruba, Jukun, Dangme, Yukuben                    |
| T, H, M, L | Gban, Wobe, Munzombo, Igede, Mambila                                              |
| T, H, M, L, VL | Ashuku (Benue-Congo), Dan-Santa (Mande)                                           |
| PA/S | Maninka, Fula, Wolof, Swahili                                                     |
| Abbreviazioni usate: T top, H high, M mid, L low, VL very low, PA/S pitch-accent or stress Adattata da Williamson 1989:27 |                                                                                   |

### Morfosintassi

#### Classificazione dei nomi
Le lingue Niger-Congo sono conosciute per il loro sistema di classificazione dei nomi, tracce del quale possono essere ritrovate in ogni ramo della famiglia. Tali sistemi di classificazione nominale assomigliano a quello che in altre lingue è il genere grammaticale, anche se vi sono molte più classi (spesso 10 o più), che possono essere umano maschile/umano femminile/animato/inanimato, oppure senza nessuna relazione di genere, come luoghi, piante, enti astratti, gruppi di oggetti. Nelle lingue bantu, in cui la classificazione è particolarmente comune ed elaborata, questa compare tipicamente nella forma di prefissi, e con verbi ed aggettivi coniugati e in accordo con la classe a cui si riferisce il nome.

#### Ordine delle parole
Al giorno d'oggi, tra le lingue Niger-Congo è molto diffuso l'ordine Soggetto Verbo Oggetto, ma si può ritrovare un ordine SOV in rami divergenti come nel mande, nell'ijoid e nel dogon. Come risultato, vi è stato un certo dibattito riguardante l'ordine base delle parole nelle lingue Niger-Congo. 

## Classificazione
Gli idiomi principali che appartengono alla famiglia niger-kordofaniana sono:
- Lingue kordofaniane: parlate nel Sudan meridionale attorno alla regione di Nuba Hills.
- Lingue mande: parlate in Africa occidentale; comprendono il bambara, la lingua principale del Mali, e il soninke, parlata essenzialmente in Mali, Senegal e Mauritania.
- Lingue congo-atlantiche
  - Lingue atlantiche: comprendono il wolof, parlato in Senegal, e il fula, parlato nella regione del Sahel. La validità del sottogruppo atlantico come gruppo etnolinguistico è contestata per ragioni genetiche.
  - Lingue ijoid in Nigeria, che comprendono le lingue ijo e il defaka.
  - Lingue dogon, parlate in Mali
  - Lingue volta-congo
    - Lingue senufo: parlate principalmente in Costa d'Avorio e in Mali, comprendono il senari e il supyire.
    - Lingue gur: comprendono il dagbani del Ghana settentrionale, parlate in Costa d'Avorio, Togo, Burkina Faso e Mali.
    - Lingue adamawa-ubangi: comprendono il sango, parlato nella Repubblica Centrafricana.
    - Lingue kru: parlate in Africa occidentale, comprendono il bìbété, il nyabwa, e il dida.
    - Lingue kwa: comprendono l'akan, parlato in Ghana, e le lingue gbe, parlate in Ghana, Togo, Benin e Nigeria, di cui quella più conosciuta è l'ewe.
    - Lingue benue-congo, che includono tra l'altro:
      - Lingue bantu: un gruppo molto esteso che comprende lo swahili (Kiswahili), zulu e molte altre lingue dell'Africa centro-meridionale.
      - Lo yoruba e l'igbo parlate in Nigeria.

Alcuni linguisti considerano la ventina circa di lingue kordofaniane come parte della famiglia Niger-Congo, altri le considerano come facenti parte, insieme con le Niger-Congo, di una famiglia più ampia, quella niger-kordofaniana. La lingua senufo viene posizionata tradizionalmente tra le lingue gur, anche se oggi la si considera come precedente fuoriuscita delle lingue volta-congo. Esiste anche un dibattito, ancora oggi presente, riguardo l'inclusione delle lingue mande nella famiglia Niger-Congo o nella famiglia nilo-sahariana. Altri ancora sono scettici anche riguardo alle famiglie Niger-Kordofaniana e Niger-Congo stesse.
Le lingue laal, mpre, e jalaa spesso sono legate alle Niger-Congo, ma ancora oggi non sono state classificate in modo conclusivo.

### Sotto-classificazioni

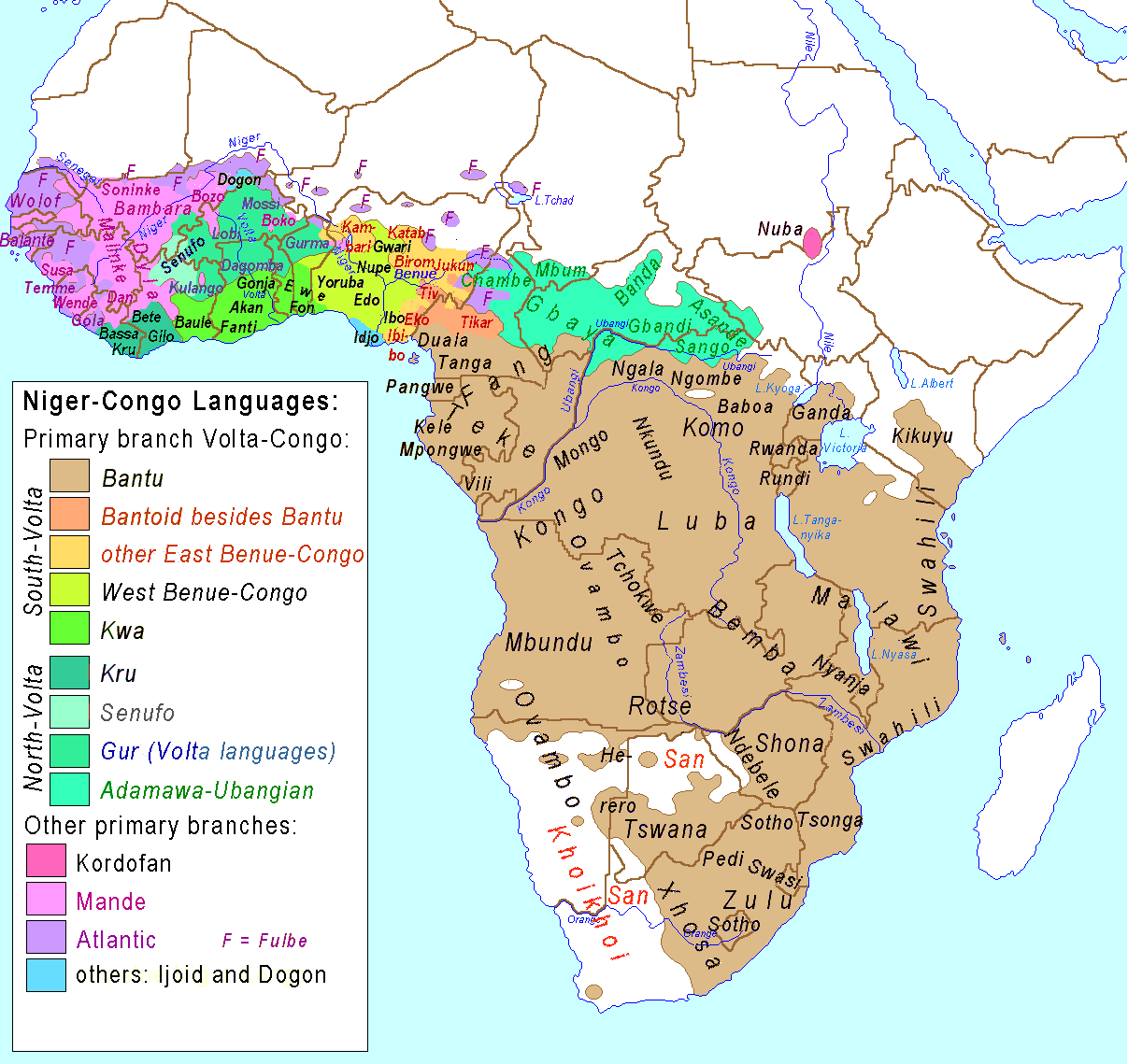
Diffusione delle lingue niger-kordofaniane. Ogni colore rappresenta un sottogruppo linguistico

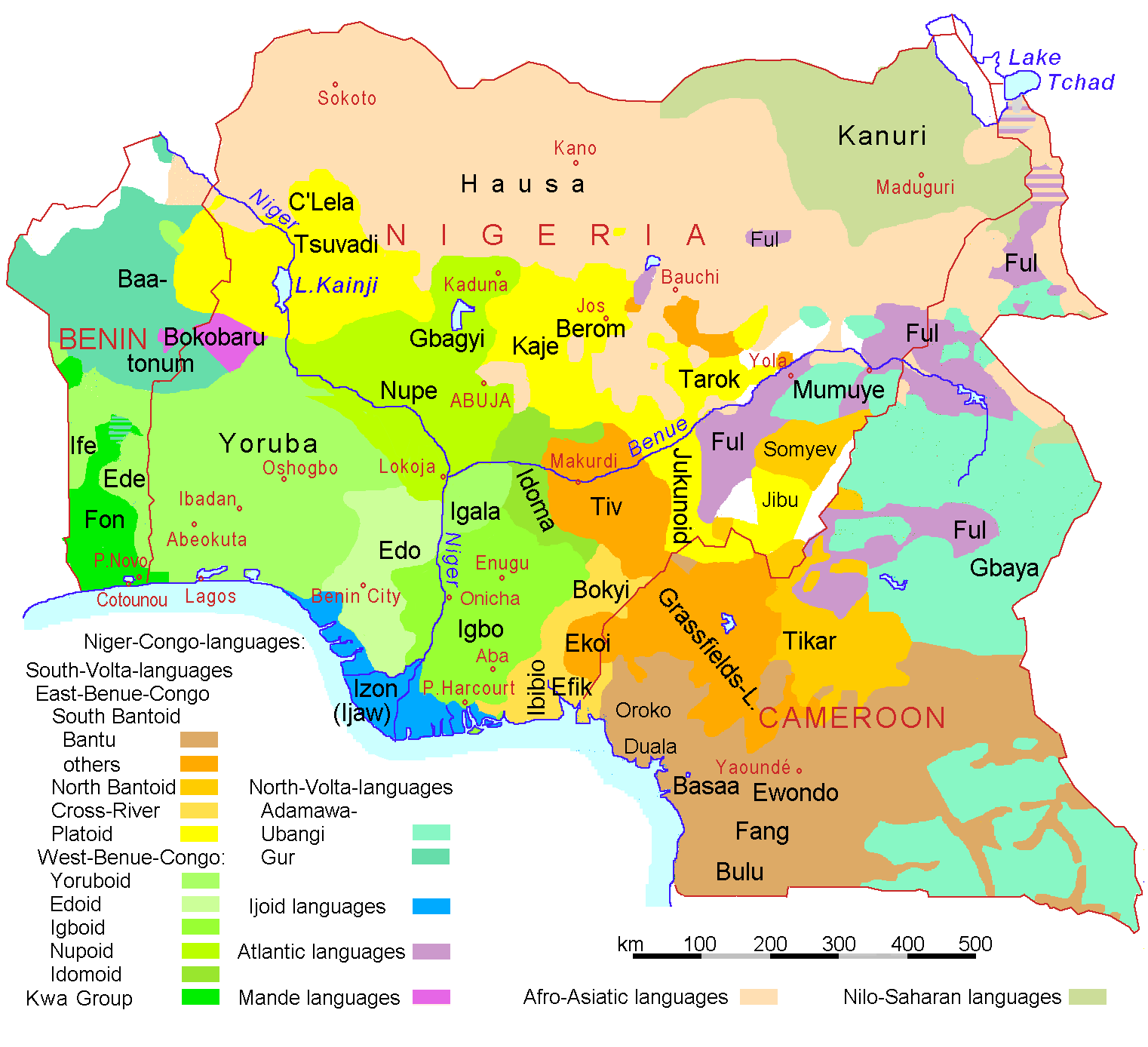
Particolare delle suddivisioni linguistiche in Nigeria, Benin e Camerun

Una classificazione alternativa, basata su Blench, è la seguente. (Le famiglie sono in grassetto, le lingue singole in corsivo.)
Niger-Congo
- Kordofaniane
- Mande
- Atlantiche Occidentali
- Volta-Congo
  -  ? Ijaw
  - Dogon
  - Volta-Congo Settentrionale (= Volta-Kru)
    - Kru
    - Savannas (= che Greenberg chiama Voltaico ed Adamawa-Ubanguiano)
      - Ubangiane (e.g. Gbaya, Sango, Banda, Zande)
      -  ? Senufo
      - Gur I (e.g. Mossi, Dagbani, Ditamari)
      - Gur II (e.g. Kabre, Dan, Doghose)
      - Kulango
      - Bariba
      - Vyemo
      - Tyefo
      - Natyoro
      - Tusya (= Win)
      - Chamba-Mumuye
      - Mbum
      - Wadja-Bambuka
      - Ba
      - Kam

  - Volta-Congo Meridionale (= Benue-Kwa)
    - Kwa
      - Nyo (e.g. Akan)
      - Ka (e.g. Gbe)

    - Benue-Congo Occidentale (= Ogun)
      - Nupe
      - "DEAI"
        - Defoidi (e.g. Yoruba)
        - Edoidi (e.g. Benin)
        - Akoko
        - Igboid

      - Ayere
      - Akpes

    - Benue-Congo (Orientale)
      -  ? Ukaan
      - Platoidi (e.g. Bauchi, Jukun, Birom)
      - Bantoidi-Cross
        -  ? Bendi
        - Cross River (e.g. Calabar, Ogoni, Abua, Efik)
        - Bantoidi (e.g. Jarawa, Tiv, Bantu)